# La Cabeza de Béjar
La Cabeza de Béjar là một đô thị miền núi ở tỉnh Salamanca, phía tây Tây Ban Nha, cộng đồng tự trị Castile-Leon. Đô thị này có cự ly 55 kilômét so với thành phố tỉnh lỵ Salamanca và có dân số 93 người.

## Địa lý
Đô thị này có diện tích 13,91 km².
Đô thị này nằm ở khu vực có độ cao 1036 mét trên mực nước biển.
Mã số bưu chính là 37777.